# نهائي كأس إيطاليا 1972
نهائي كأس إيطاليا 1972 (بالإيطالية: Finale Coppa Italia 1972) هي المباراة النهائية من منافسة كأس إيطاليا 1971–72، النسخة 24 من بطولة كأس إيطاليا.